# Lachnaia pubescens
Lachnaia pubescens és una espècie de coleòpter polífag de la família dels crisomèlids freqüent a les brolles, prats mediterranis associats amb arbustos i alzinars, on acostuma a trobar-se en grups, sovint sobre les flors.

## Descripció
Presenta un cos negre amb els èlitres taronja (d'un color similar a les marietes) amb sis punts negres, tres en cada èlitre formant una L. Cos, potes, tòrax i abdomen estan coberts d'una pilositat blanca molt característica. La longitud de l'adult varia de 6 a 12 mm i l'amplada és d'uns 4 mm. Té moviments lents i una mica maldestres. Són preses de molts depredadors com ara aranyes, mosques insectívores i alguns xinxes.

## Alimentació
Els adults s'alimenten d'una ampla varietat de plantes, des d'arbres (com alzina i alguns fruiters) així com d'algunes gramínies, i determinades herbes espontànies com el blet moll. Destacant la botgeta blanca per ser una de les seues plantes predilectes. Les femelles ponen els ous prop dels formiguers perquè així les larves puguen entrar i alimentar-se dels rebutjos de les formigues i d'algunes de les seues larves.

## Galeria

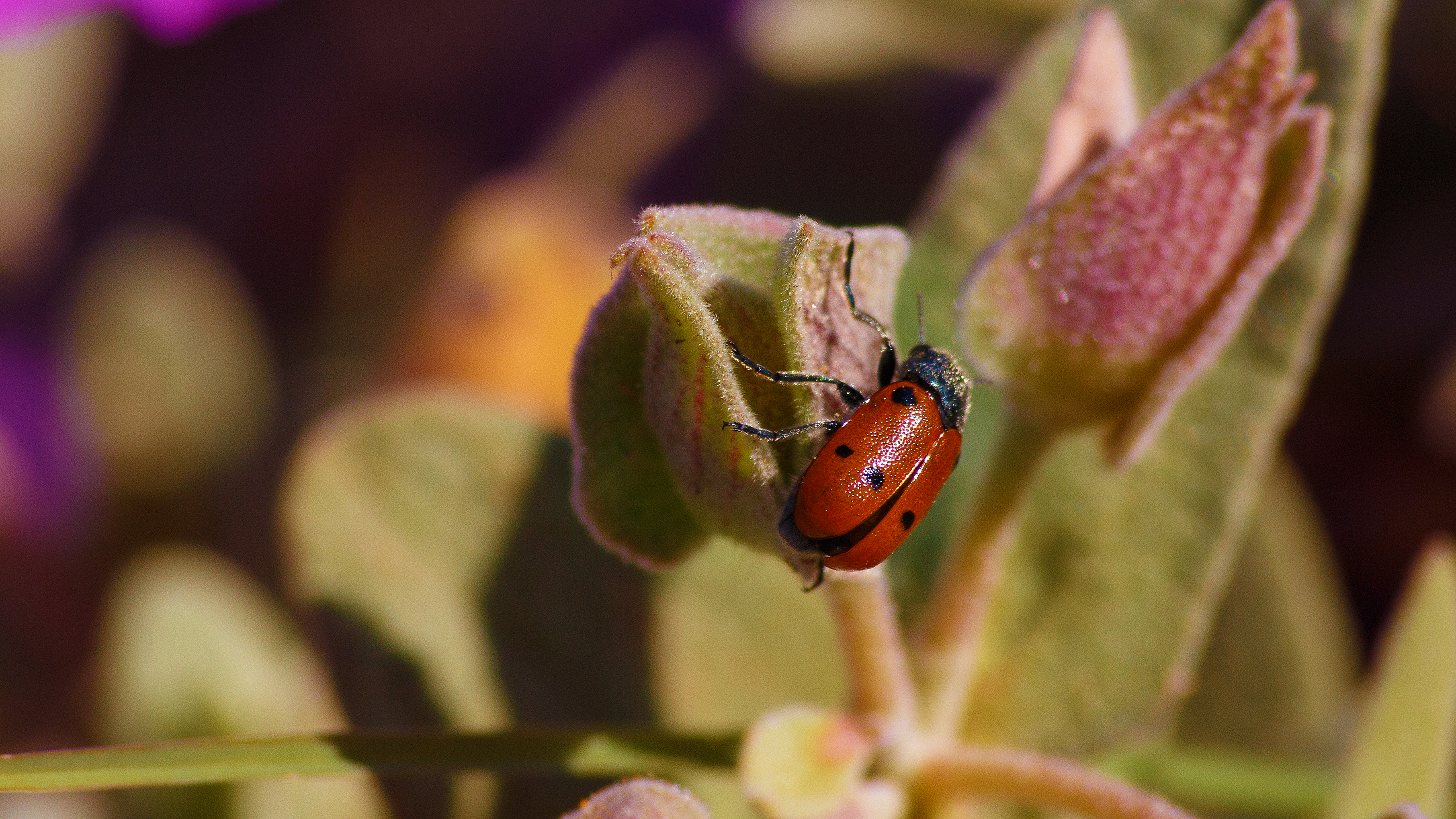
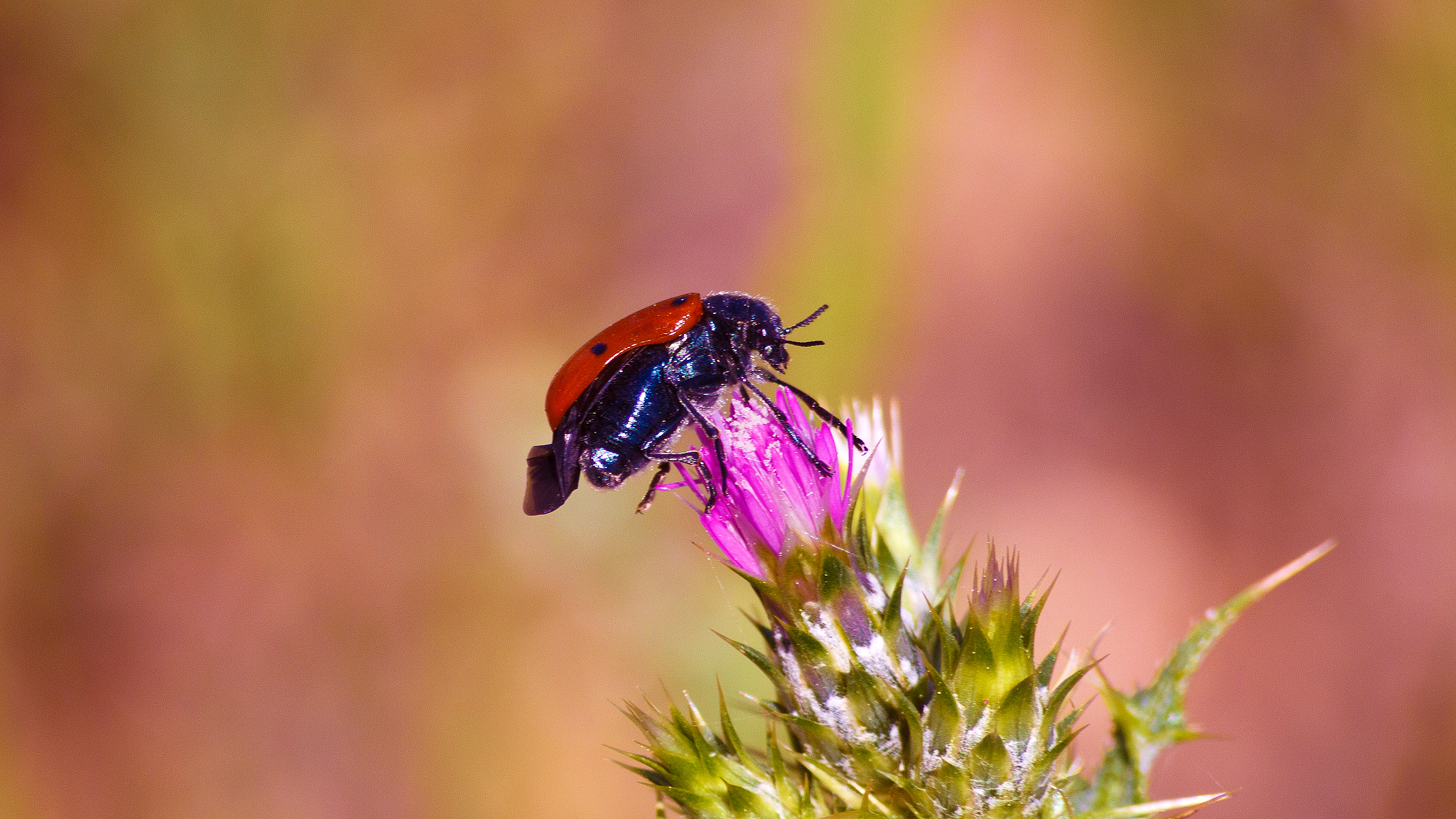